# Quercus oleoides
El encino barcino (Quercus oleoides) es un árbol de la familia Fagaceae. Es una especie del subgrupo de los encinos blancos. Habita en el encinar tropical desde Tamaulipas, México hasta Guanacaste en Centroamérica. Crece muy lentamente alcanzando hasta 15 metros de alto. Sus hojas son verde grisáceo. Sus hojas miden hasta ocho por cuatro centímetros y tienen 1 a 4 dientes mucronados en la mitad apical y son verde brillante en el haz y verde amarillento con abundantes pelos en el envés. Sus frutos miden hasta 2.5 cm de diámetro. Habita en el encinar tropical que se encuentra en alto grado de perturbación. Está considerado casi amenazado en la lista roja de IUCN.